# Maria Magnólia Figueiredo
Maria Magnólia de Souza Figueiredo (ur. 11 listopada 1963 w Natalu) – brazylijska lekkoatletka specjalizująca się w biegach krótko- i średniodystansowych. Siedmiokrotna mistrzyni Ameryki Południowej, trzykrotna złota medalistka mistrzostw ibero-amerykańskich, dwukrotna olimpijka (Seul, Atlanta). Medalistka mistrzostw Ameryki Południowej w kategoriach wiekowych U18 i U20.

## Przebieg kariery
W 1978 roku wywalczyła dwa brązowe medale mistrzostw kontynentu do lat 18, w konkurencji biegu sztafet 4 × 100 m oraz 4 × 400 m. W latach 1980-1981 brała udział w mistrzostwach Ameryki Południowej do lat 20, w trakcie których m.in. zdobyła złoty medal czempionatu w Rio de Janeiro (w konkurencji sztafety 4 × 100 m).
W 1987 roku zadebiutowała na mistrzostwach świata, w ich ramach startowała w dwóch konkurencjach – w biegu na 400 m odpadła w półfinale, zajmując 5. miejsce w grupie; w sztafecie 4 × 400 m brazylijska ekipa z udziałem Figueiredo odpadła w fazie eliminacji. Rok później zdobyła trzy medale mistrzostw ibero-amerykańskich, w tym złoty w konkurencji biegu sztafet 4 × 400 m.
Uczestniczyła w igrzyskach olimpijskich w Seulu, które były dla niej pierwszymi w karierze oraz podczas których wystąpiła w trzech konkurencjach. W biegu na 200 m odpadła w ćwierćfinale, zajmując 6. miejsce w grupie z czasem 23,67; w biegu na 400 m również odpadła w ćwierćfinale, zajmując w tej fazie zmagań 5. miejsce z czasem 51,32; natomiast brazylijska sztafeta 4 × 400 m z jej udziałem odpadła w eliminacjach, zajmując w grupie 4. miejsce z rezultatem czasowym 3:36,81.
Rok po olimpijskim występie zaliczyła start w światowym halowym czempionacie, w ramach którego wywalczyła 5. miejsce w finale zmagań w konkurencji biegu na 200 m. W 1990 roku zdobyła dwa złote medale mistrzostw ibero-amerykańskich w biegu na 400 m oraz w biegu sztafet 4 × 400 m, natomiast rok później sięgnęła po trzy złote medale mistrzostw Ameryki Południowej (w konkurencjach: biegu na 400 m, biegu na 800 m i sztafety 4 × 400 m) – we wszystkich trzech startach ustanowiła nowy rekord czempionatu. Trzy złote medale mistrzostw kontynentu otrzymała także na czempionacie w Limie, rozegranym w 1993 roku.
Była również uczestniczką igrzysk olimpijskich w Atlancie, tym razem startowała wyłącznie w konkurencji biegu na 400 m. Tutejszy olimpijski start zakończyła w ćwierćfinale, zajmując w grupie 5. miejsce z czasem 51,,98. W 2001 roku zdobyła ostatni w karierze medal mistrzostw Ameryki Południowej, wówczas sztafeta 4 × 400 m z jej udziałem wywalczyła tytuł mistrzowski. Miała startować w sztafecie 4 × 400 m, której zmagania rozgrywano w ramach igrzysk olimpijskich w Atenach, ale ostatecznie nie przystąpiła do rywalizacji.

## Osiągnięcia
| Rok     | Zawody                                             | Miasto         | Miejsce | Konkurencja        | Wynik   |
| ------- | -------------------------------------------------- | -------------- | ------- | ------------------ | ------- |
| 1978    | Mistrzostwa Ameryki Południowej juniorów młodszych | Montevideo     | brąz    | sztafeta 4 × 100 m | 49,88   |
| 1978    | Mistrzostwa Ameryki Południowej juniorów młodszych | Montevideo     | brąz    | sztafeta 4 × 400 m | 4:10,0h |
| 1980    | Mistrzostwa Ameryki Południowej juniorów           | Santiago       | brąz    | sztafeta 4 × 100 m | 47,64   |
| 1981    | Mistrzostwa Ameryki Południowej juniorów           | Rio de Janeiro | srebro  | bieg na 200 m      | 24,8h   |
| 1981    | Mistrzostwa Ameryki Południowej juniorów           | Rio de Janeiro | złoto   | sztafeta 4 × 100 m | 46,4h   |
| 1987    | Uniwersjada                                        | Zagrzeb        | 4.      | bieg na 400 m      | 51,74   |
| 1987    | Igrzyska panamerykańskie                           | Indianapolis   | 5.      | bieg na 400 m      | 51,93   |
| 1987    | Mistrzostwa świata                                 | Rzym           | 5. SF   | bieg na 400 m      | 52,24   |
| 1987    | Mistrzostwa świata                                 | Rzym           | 7. H    | sztafeta 4 × 400 m | 3:30,91 |
| 1988    | Mistrzostwa ibero-amerykańskie                     | Meksyk         | brąz    | bieg na 200 m      | 23,35   |
| 1988    | Mistrzostwa ibero-amerykańskie                     | Meksyk         | srebro  | bieg na 400 m      | 51,74   |
| 1988    | Mistrzostwa ibero-amerykańskie                     | Meksyk         | złoto   | sztafeta 4 × 400 m | 3:29,22 |
| 1988    | Igrzyska olimpijskie                               | Seul           | 6. QF   | bieg na 200 m      | 23,67   |
| 1988    | Igrzyska olimpijskie                               | Seul           | 5. QF   | bieg na 400 m      | 51,32   |
| 1988    | Igrzyska olimpijskie                               | Seul           | 4. H    | sztafeta 4 × 400 m | 3:36,81 |
| 1989    | Halowe mistrzostwa świata                          | Budapeszt      | 5.      | bieg na 200 m      | 23,83   |
| 1990    | Mistrzostwa ibero-amerykańskie                     | Manaus         | złoto   | bieg na 400 m      | 51,51   |
| 1990    | Mistrzostwa ibero-amerykańskie                     | Manaus         | złoto   | sztafeta 4 × 400 m | 3:32,80 |
| 1991    | Mistrzostwa Ameryki Południowej                    | Manaus         | złoto   | bieg na 400 m      | 51,56   |
| 1991    | Mistrzostwa Ameryki Południowej                    | Manaus         | złoto   | bieg na 800 m      | 2:00,45 |
| 1991    | Mistrzostwa Ameryki Południowej                    | Manaus         | złoto   | sztafeta 4 × 400 m | 3:32,59 |
| 1991    | Mistrzostwa świata                                 | Tokio          | 6. SF   | bieg na 800 m      | 2:01,53 |
| 1992    | Mistrzostwa ibero-amerykańskie                     | Sewilla        | srebro  | bieg na 800 m      | 2:02,45 |
| 1993    | Mistrzostwa Ameryki Południowej                    | Lima           | złoto   | bieg na 400 m      | 52,67   |
| 1993    | Mistrzostwa Ameryki Południowej                    | Lima           | złoto   | bieg na 800 m      | 2:04,20 |
| 1993    | Mistrzostwa Ameryki Południowej                    | Lima           | złoto   | sztafeta 4 × 400 m | 3:36,49 |
| 1993    | Mistrzostwa świata                                 | Stuttgart      | 8. SF   | bieg na 800 m      | 2:01,01 |
| 1994    | Mistrzostwa ibero-amerykańskie                     | Mar del Plata  | srebro  | sztafeta 4 × 400 m | 3:38,61 |
| 1996    | Mistrzostwa ibero-amerykańskie                     | Medellín       | brąz    | bieg na 400 m      | 51,36   |
| 1996    | Mistrzostwa ibero-amerykańskie                     | Medellín       | brąz    | sztafeta 4 × 100 m | 44,59   |
| 1996    | Mistrzostwa ibero-amerykańskie                     | Medellín       | srebro  | sztafeta 4 × 400 m | 3:34,34 |
| 1996    | Igrzyska olimpijskie                               | Atlanta        | 5. QF   | bieg na 400 m      | 51,98   |
| 1997    | Mistrzostwa Ameryki Południowej                    | Mar del Plata  | srebro  | bieg na 400 m      | 53,49   |
| 1997    | Mistrzostwa Ameryki Południowej                    | Mar del Plata  | srebro  | sztafeta 4 × 100 m | 45,21   |
| 1997    | Mistrzostwa Ameryki Południowej                    | Mar del Plata  | srebro  | sztafeta 4 × 400 m | 3:38,18 |
| 1997    | Mistrzostwa świata                                 | Ateny          | 7. H    | bieg na 400 m      | 53,95   |
| 1998    | Mistrzostwa ibero-amerykańskie                     | Lizbona        | 4.      | bieg na 400 m      | 52,62   |
| 2001    | Mistrzostwa Ameryki Południowej                    | Manaus         | złoto   | sztafeta 4 × 400 m | 3:32,43 |
| Źródło: |                                                    |                |         |                    |         |

Szesnaście razy w karierze wywalczyła tytuł mistrzyni kraju, większość złotych medali otrzymała w konkurencji biegu na 400 m.

## Rekordy życiowe
- bieg na 200 m – 22,99 (8 września 1988, Americana)
- bieg na 400 m – 50,62 (21 sierpnia 1990, Rovereto)
- bieg na 800 m – 1:59,51 (19 lipca 1993, Lizbona)
- sztafeta 4 × 400 m – 3:30,91 (5 września 1987, Rzym)

Halowe
- bieg na 200 m – 23,71 (4 marca 1989, Budapeszt)

Źródło: 